# Sportjahr 1999
Liste der Sportjahre

◄◄ | ◄ | 1995 | 1996 | 1997 | 1998 | Sportjahr 1999 | 2000 | 2001 | 2002 | 2003 | ► | ►►

Weitere Ereignisse

## American Football
- 31. Januar – Die Denver Broncos gewinnen den Super Bowl XXXIII in Miami, Florida, gegen die Atlanta Falcons mit 34:19.
- 7. Februar – Die AFC gewinnt den Pro Bowl 1999 in Honolulu gegen die NFC mit 23:10.
- 21. August – Die Albany Firebirds gewinnen den ArenaBowl XIII in Albany, New York, gegen die Orlando Predators mit 59:48.
- 9. Oktober – Die Braunschweig Lions gewinnen den German Bowl XXI in Hamburg gegen die Hamburg Blue Devils mit 25:24.

## Badminton
Höhepunkte des Badmintonjahres 1999 waren die Weltmeisterschaft und der Sudirman Cup.

### World Badminton Grand Prix
| Veranstaltung       | Herreneinzel           | Dameneinzel        | Herrendoppel                            | Damendoppel                   | Mixed                            |
| ------------------- | ---------------------- | ------------------ | --------------------------------------- | ----------------------------- | -------------------------------- |
| Korea Open          | Fung Permadi           | Zhou Mi            | Flandy Limpele Eng Hian                 | Huang Nanyan Yang Wei         | Kim Dong-moon Ra Kyung-min       |
| Chinese Taipei Open | Fung Permadi           | Dai Yun            | Denny Kantono S. Antonius Budi Ariantho | Helene Kirkegaard Rikke Olsen | Liu Yong Ge Fei                  |
| Swedish Open        | Chen Hong              | Gong Ruina         | Ha Tae-kwon Kim Dong-moon               | Ra Kyung-min Chung Jae-hee    | Kim Dong-moon Ra Kyung-min       |
| All England         | Peter Gade             | Ye Zhaoying        | Tony Gunawan Candra Wijaya              | Chung Jae-hee Ra Kyung-min    | Simon Archer Joanne Goode        |
| Swiss Open          | Fung Permadi           | Cindana Hartono    | Jens Eriksen Jesper Larsen              | Mette Sørensen Rikke Olsen    | Simon Archer Joanne Goode        |
| Polish Open         | Rio Suryana            | Elena Nozdran      | Michał Łogosz Robert Mateusiak          | Ang Li Peng Chor Hooi Yee     | Ma Che Kong Louisa Koon Wai Chee |
| Japan Open          | Peter Gade             | Ye Zhaoying        | Ha Tae-kwon Kim Dong-moon               | Ge Fei Gu Jun                 | Liu Yong Ge Fei                  |
| Malaysia Open       | Luo Yigang             | Dai Yun            | Tony Gunawan Candra Wijaya              | Ge Fei Gu Jun                 | Michael Søgaard Rikke Olsen      |
| Thailand Open       | Chen Gang              | Dai Yun            | Yu Jinhao Chen Qiqiu                    | Qin Yiyuan Gao Ling           | Liu Yong Ge Fei                  |
| Singapur Open       | Heryanto Arbi          | Ye Zhaoying        | Choong Tan Fook Lee Wan Wah             | Huang Nanyan Yang Wei         | Kim Dong-moon Ra Kyung-min       |
| Indonesia Open      | Taufik Hidayat         | Lidya Djaelawijaya | Ricky Subagja Rexy Mainaky              | Helene Kirkegaard Rikke Olsen | Bambang Suprianto Zelin Resiana  |
| US Open             | Colin Haughton         | Pi Hongyan         | Michael Lamp Jonas Rasmussen            | Huang Nanyan Lu Ying          | Jonas Rasmussen Jane F. Bramsen  |
| Dutch Open          | Xia Xuanze             | Tang Chunyu        | Choong Tan Fook Lee Wan Wah             | Chen Lin Jiang Xuelian        | Chen Qiqiu Chen Lin              |
| German Open         | Xia Xuanze             | Tang Chunyu        | Choong Tan Fook Lee Wan Wah             | Chen Lin Jiang Xuelian        | Lars Paaske Jane F. Bramsen      |
| Denmark Open        | Poul-Erik Høyer Larsen | Camilla Martin     | Martin Lundgaard Hansen Lars Paaske     | Gao Ling Qin Yiyuan           | Liu Yong Ge Fei                  |
| China Open          | Dong Jiong             | Zhou Mi            | Ha Tae-kwon Kim Dong-moon               | Ge Fei Gu Jun                 | Liu Yong Ge Fei                  |
| Hong Kong Open      | Chen Wei               | Xie Xingfang       | Cheah Soon Kit Yap Kim Hock             | Chen Lin Jiang Xuelian        | Chan Chong Ming Joanne Quay      |
| Grand Prix Finale   | Peter Gade             | Ye Zhaoying        | Candra Wijaya Tony Gunawan              | Ge Fei Gu Jun                 | Kim Dong-moon Ra Kyung-min       |

## Cricket
- 20. Juni: Australien gewinnt den siebenten Cricket World Cup in England, Irland, den Niederlanden, Schottland und Wales, indem sie im Finale Pakistan mit 8 Wickets besiegt.

## Leichtathletik
- 7. Februar – Nadeschda Rjaschkina, Russland, ging im 20-km-Gehen der Damen in 1:27:30 Stunden.
- 20. Februar – Emma George, Australien, erreichte im Stabhochsprung der Damen 4,60 Meter.
- 13. Mai – Mihaela Melinte, Rumänien, erreichte im Hammerwurf der Damen 75,29 Meter.
- 13. Mai – Mihaela Melinte, Rumänien, erreichte im Hammerwurf der Damen 75,97 Meter.
- 8. Juni – Julio René Martínez, Guatemala, ging im 20.000-Meter-Gehen der Herren in 1:17:46 Stunden.
- 16. Juni – Maurice Greene, USA, lief die 100 Meter der Herren in 9,79 Sekunden.
- 4. Juli – Tomáš Dvořák, Tschechien, erreichte im Zehnkampf der Herren 8994 Punkte.
- 1. August – Jelena Motalwo, Russland, lief die 3000 Meter Hindernis der Damen in 9:48,9 Minuten.
- 21. August – Stacy Dragila, USA, sprang im Stabhochsprung der Damen 4,60 Meter.
- 26. August – Michael Johnson, USA, lief die 400 Meter der Herren in 43,18 Sekunden.
- 28. August – Mirela Maniani, Griechenland, erreichte im Speerwurf der Damen 67,09 Meter.
- 29. August – Mihaela Melinte, Rumänien, erreichte im Hammerwurf der Damen 76,07 Meter.
- 5. September – Noah Ngeny, Kenia, lief die 1000 Meter der Herren in 2:12,0 Minuten.
- 26. September – Tegla Loroupe, Kenia, lief den Marathon der Damen in 2:20:43 Stunden.
- 24. Oktober – Khalid Khannouchi, Marokko, lief den Marathon der Herren in 2:05:42 Stunden.

## Motorradsport

### Motorrad-Weltmeisterschaft
- Motorrad-Weltmeisterschaft 1999

#### 500-cm³-Klasse
- In der 500-cm³-Klasse gewinnt der 29-jährige Spanier Àlex Crivillé auf Honda den WM-Titel. Er setzt sich gegen den US-Amerikaner Kenny Roberts jr. (Suzuki) und den Japaner Tadayuki Okada (Honda) durch. In der Konstrukteurswertung gewinnt Honda vor Yamaha und Suzuki.

#### 250-cm³-Klasse
- In der 250-cm³-Klasse gewinnt der 20-jährige Italiener Valentino Rossi auf Aprilia vor dem Japaner Tōru Ukawa (Honda) und seinem Landsmann Loris Capirossi (Honda) den Titel. In der Konstrukteurswertung setzt sich Aprilia gegen Honda und Yamaha durch.

#### 125-cm³-Klasse
- Den WM-Titel in der Achtelliterklasse gewinnt der 26-jährige Spanier Emilio Alzamora auf Honda. Zweiter wird der Italiener Marco Melandri, Dritter der Japaner Masao Azuma, beide auf Honda. In der Konstrukteurswertung siegt Honda vor Aprilia und Derbi.

### Superbike-Weltmeisterschaft
- Der Brite Carl Fogarty gewinnt auf Ducati vor dem US-Amerikaner Colin Edwards (Honda) und dem Australier Troy Corser (Ducati) die Fahrerwertung. Für den 34-Jährigen ist dies bereits der vierte Titelgewinn seiner Laufbahn in dieser Klasse. In der Konstrukteurswertung setzt sich Ducati vor Honda und Kawasaki durch.

Details: Superbike-Weltmeisterschaft 1999

### Supersport-Weltmeisterschaft
- In der erstmals ausgetragenen Supersport-WM gewinnt der 34-jährige Franzose Stéphane Chambon auf Suzuki vor dem Briten Iain MacPherson (Kawasaki) und dem Italiener Piergiorgio Bontempi (Yamaha) die Fahrerwertung. In der Konstrukteurswertung setzt sich Yamaha gegen Suzuki und Kawasaki durch.

Details: Supersport-Weltmeisterschaft 1999

## Rugby

### Rugby League
- 23. April – Australien gewinnt das ANZAC Test Match in Sydney gegen Neuseeland 20:14.
- 1. Mai – Die Leeds Rhinos gewinnen das Finale des Challenge Cups in London 52:16 gegen die London Broncos.
- 26. September – Die Melbourne Storm gewinnen das NRL Grand Final in Sydney 20:18 gegen die St. George Illawarra Dragons.
- 9. Oktober – Der St Helens RLFC gewinnt das Super League Grand Final in Trafford 8:6 gegen die Bradford Bulls.
- 1. November – Australien gewinnt das Finale der Tri Nations in Auckland 22:20 gegen Neuseeland.

### Rugby Union
- 30. Januar – Ulster Rugby gewinnt das Finale des Heineken Cups in Dublin 21:6 gegen US Colomiers.
- 11. Februar – Schottland gewinnt die Five Nations. Dies waren die letzten Five Nations, da das Turnier sich im nächsten Jahr mit Italiens Aufnahme zu den Six Nations erweiterte.
- 29. Mai – Stade Toulousain gewinnt das Finale der Top 14 in Saint-Denis 15:11 gegen AS Montferrandaise.
- 30. Mai – Die Crusaders gewinnen das Super-12-Finale in Dunedin 24:19 gegen die Highlanders.
- 28. August – Neuseeland gewinnt die Tri Nations.
- 6. November – Australien gewinnt das Finale der Rugby-Union-Weltmeisterschaft 1999 in Cardiff 35:12 gegen Frankreich.

## Tischtennis
- Tischtennisweltmeisterschaft 1999 2. bis zum 8. August 1999 in Eindhoven (Niederlande)

## Geboren

### Januar
- 01. Januar: Houssein Gaber Ibrahim, dschibutischer Schwimmer
- 01. Januar: Benjamin Goller, deutscher Fußballspieler
- 04. Januar: Zac Stubblety-Cook, australischer Schwimmer
- 04. Januar: Timothy Tillman, deutscher Fußballspieler
- 05. Januar: Davide Itter, deutscher Fußballspieler
- 05. Januar: Luca Itter, deutscher Fußballspieler
- 06. Januar: Jelena Radionowa, russische Eiskunstläuferin
- 07. Januar: Moody Chana, deutsch-kamerunischer Fußballspieler
- 07. Januar: Zach McWhorter, US-amerikanischer Leichtathlet
- 09. Januar: Michaela Foster, neuseeländische Fußballspielerin
- 09. Januar: Nico Ochojski, deutscher Fußballspieler
- 10. Januar: Manuel Wintzheimer, deutscher Fußballspieler
- 13. Januar: Dawlat Boltajew, tadschikischer Boxer
- 14. Januar: Javi Montero, spanischer Fußballspieler
- 14. Januar: Dennis Smarsch, deutscher Fußballtorhüter
- 18. Januar: Malia Steinmetz, neuseeländische Fußballspielerin
- 19. Januar: Aruna Dharshana, sri-lankischer Leichtathlet
- 19. Januar: Lucas Ribeiro, brasilianischer Fußballspieler
- 19. Januar: Sven Sonnenberg, deutscher Fußballspieler
- 25. Januar: Lennart Grill, deutscher Fußballtorhüter
- 29. Januar: Sam Schreck, deutscher Fußballspieler
- 30. Januar: Muhammad Saiful Saifuddin, malaysischer Leichtathlet

### Februar
- 01. Februar: Hawi Feysa, äthiopische Leichtathletin
- 01. Februar: Sara Franceschi, italienische Schwimmerin
- 01. Februar: Yeo Jia Min, singapurische Badmintonspielerin
- 02. Februar: Christoph Ehlich, deutscher Fußballspieler
- 02. Februar: Edmond Tapsoba, burkinischer Fußballspieler
- 02. Februar: Lino Tempelmann, deutscher Fußballspieler
- 05. Februar: Cara Feain-Ryan, australische Leichtathletin
- 05. Februar: Nick Lehmann, deutscher Handballspieler
- 06. Februar: Václav Červenka, US-amerikanischer Biathlet
- 06. Februar: Dorian Keletela, kongolesischer Leichtathlet
- 06. Februar: Declan Tingay, US-amerikanisch-australischer Geher
- 09. Februar: Per Christian Münstermann, deutscher Radrennfahrer
- 09. Februar: Henny Reistad, norwegische Handballspielerin
- 10. Februar: Cameron McEntyre, australischer Leichtathlet
- 10. Februar: Eduardo Dos Santos Haesler, deutsch-brasilianischer Fußballtorhüter
- 10. Februar: Eliška Václavíková, tschechische Biathletin
- 11. Februar: Charlie Gilmour, schottisch-englischer Fußballspieler
- 12. Februar: Alexander Freitag, deutscher Fußballspieler
- 15. Februar: Maxwell Root, US-amerikanischer Automobilrennfahrer
- 16. Februar: Feryal Abdelaziz, ägyptische Karateka
- 17. Februar: Juni Arnekleiv, norwegische Biathletin
- 17. Februar: Alex de Minaur, australischer Tennisspieler
- 18. Februar: Ema Abina, slowenische Handballspielerin
- 18. Februar: Ato Plodzicki-Faoagali, samoanischer Boxer
- 19. Februar: Jacqui Hand, neuseeländische Fußballspielerin
- 20. Februar: Luca Herrmann, deutscher Fußballspieler
- 20. Februar: Sarpreet Singh, neuseeländischer Fußballspieler
- 21. Februar: Max Langenhan, deutscher Rennrodler
- 22. Februar: Kevin Goden, deutscher Fußballspieler
- 22. Februar: Lex-Tyger Lobinger, deutscher Fußballspieler
- 23. Februar: Koceila Mammeri, algerischer Badmintonspieler
- 25. Februar: Krépin Diatta, senegalesischer Fußballspieler
- 25. Februar: Gianluigi Donnarumma, italienischer Fußballtorhüter
- 25. Februar: Slimane Moula, algerischer Mittelstreckenläufer
- 26. Februar: Jakob Lewald, deutscher Fußballspieler
- 27. Februar: Park Guy-lim, südkoreanische Skispringerin
- 27. Februar: Thilo Töpken, deutscher Fußballspieler
- 28. Februar: Luka Dončić, slowenischer Basketballspieler

### März
- 01. März: Paul Will, deutscher Fußballspieler
- 02. März: Louis François Mendy, senegalesischer Leichtathlet
- 02. März: Iñaki Peña, spanischer Fußballtorwart
- 02. März: Akrem Sassi, tunesischer Leichtathlet
- 03. März: David Otto, deutscher Fußballspieler
- 04. März: Bo Bendsneyder, niederländischer Motorradrennfahrer
- 05. März: Martijn Kaars, niederländischer Fußballspieler
- 05. März: Lowri Thomas, britische Bahnradsportlerin
- 07. März: Ronald Araújo, uruguayischer Fußballspieler
- 07. März: Luca Pellegrini, italienischer Fußballspieler
- 07. März: Marvin Rittmüller, deutscher Fußballspieler
- 10. März: Safiatou Acquaviva, französisch-guineische Leichtathletin
- 12. März: Obiageri Amaechi, nigerianische Leichtathletin
- 12. März: Ana da Costa da Silva Pinto Belo, osttimoresische Taekwondoin
- 12. März: Gerrit Gohlke, deutscher Fußballspieler
- 12. März: Clare Hunt, australische Fußballspielerin
- 12. März: Muhammad Robiul Islam, bangladeschischer Sportschütze
- 13. März: Tom Baack, deutscher Fußballspieler
- 15. März: Matt Macdonald, neuseeländischer Ruderer
- 15. März: Thet Htar Thuzar, burmesische Badmintonspielerin
- 21. März: Ese Ukpeseraye, nigerianische Radrennfahrerin
- 22. März: Micah Masei, US-amerikanischer Schwimmer
- 22. März: Luca Schuler, deutscher Fußballspieler
- 22. März: Mick Schumacher, deutscher Automobilrennfahrer
- 23. März: Emily Shearman, neuseeländische Bahnradsportlerin
- 24. März: Somon Mahmadbekow, tadschikischer Judoka
- 27. März: Christian Viet, deutscher Fußballspieler
- 28. März: Aaron Opoku, deutscher Fußballspieler
- 28. März: Kyle Swan, australischer Geher
- 29. März: Bartosz Slisz, polnischer Fußballspieler
- 30. März: Jaylen Hoard, französischer Basketballspieler
- 30. März: Lauren Hoffman, US-amerikanisch-philippinische Leichtathletin
- 30. März: Tara Rigney, australische Ruderin

### April
- 02. April: Malena Cavo, argentinische Handballspielerin
- 02. April: Metehan Güçlü, türkisch-französischer Fußballspieler
- 04. April: Ron-Thorben Hoffmann, deutscher Fußballtorhüter
- 05. April: Badu Buck, deutscher Basketballspieler
- 05. April: Noura Ennadi, marokkanische Leichtathletin
- 08. April: Sergio López, spanisch-deutscher Fußballspieler
- 10. April: Grace Jale, neuseeländische Fußballspielerin
- 12. April: Emre Can Dönmez, türkischer Fußballspieler
- 12. April: Anna Schukowa, russische Skispringerin
- 14. April: Michel Stöcker, deutscher Fußballspieler
- 14. April: Niclas Thiede, deutscher Fußballtorhüter
- 15. April: Akdschol Machmudow, kirgisischer Ringer
- 16. April: Conor Leahy, australischer Bahnradsportler
- 18. April: Lilian Odira, kenianische Mittelstreckenläuferin
- 19. April: Jöna Aigouy, französische Leichtathletin
- 19. April: Matthew Richardson, britisch-australischer Bahnradsportler
- 20. April: Fabio Quartararo, französischer Motorradrennfahrer
- 21. April: Richmond Tachie, deutsch-ghanaischer Fußballspieler
- 24. April: Palkó Dárdai, deutsch-ungarischer Fußballspieler
- 24. April: Jerry Jeudy, US-amerikanischer American-Football-Spieler
- 25. April: Jan Louda, tschechischer Badmintonspieler
- 26. April: Nemanja Celic, österreichischer Fußballspieler
- 26. April: Ahmet Gürleyen, deutsch-türkischer Fußballspieler
- 27. April: Joe Bell, neuseeländisch-englischer Fußballspieler
- 28. April: Tim Campulka, deutscher Fußballspieler
- 28. April: Gabriel Kyeremateng, deutsch-ghanaischer Fußballspieler
- 29. April: Abraham Guem, südsudanesischer Mittelstreckenläufer
- 30. April: Sidonie Fiadanantsoa, madagassische Leichtathletin

### Mai
- 02. Mai: Iwan Sergejewitsch Kakowski, russischer Snookerspieler
- 02. Mai: Imane Khelif, algerische Boxerin
- 03. Mai: Djamel Sedjati, algerischer Mittelstreckenläufer
- 04. Mai: André Drege, norwegischer Radrennfahrer († 2024)
- 04. Mai: Niko Koulis, deutscher Fußballspieler
- 04. Mai: Nelson Mandela Mbouhom, kamerunischer Fußballspieler
- 04. Mai: Dominik Steczyk, polnischer Fußballspieler
- 05. Mai: Fahim Anwari, afghanischer Schwimmer
- 05. Mai: Justin Kluivert, niederländischer Fußballspieler
- 06. Mai: Elena Kössler, österreichische Fußballspielerin
- 06. Mai: Patricio O’Ward, mexikanischer Automobilrennfahrer
- 07. Mai: Kyōhei Ueda, japanischer Fußballspieler
- 08. Mai: Lutricia Bock, deutsche Eiskunstläuferin
- 08. Mai: Jana Fischer, deutsche Snowboarderin
- 09. Mai: Dominic Unterweger, österreichischer Biathlet
- 10. Mai: Danaé Blais, kanadische Shorttrackerin
- 10. Mai: Sebastian Szymański, polnischer Fußballspieler
- 11. Mai: Amir Adamowitsch Adujew, russisch-französischer Fußballspieler
- 11. Mai: Robin Briguet, Schweizer Freestyle-Skisportler
- 11. Mai: Eetu Vertainen, estnischer Fußballspieler
- 12. Mai: William Balikwisha, belgisch-kongolesischer Fußballspieler
- 12. Mai: Li Hui-jun, taiwanische Speerwerferin
- 12. Mai: Marino Sato, japanischer Automobilrennfahrer
- 12. Mai: Hiroki Itō, japanischer Fußballspieler
- 13. Mai: Alex Greive, neuseeländischer Fußballspieler
- 13. Mai: Sheldon van der Linde, südafrikanischer Automobilrennfahrer
- 16. Mai: Denis Adamov, österreichischer Fußballspieler
- 16. Mai: Niamh Fogarty, irische Diskuswerferin
- 17. Mai: Renat Dadashov, deutsch-aserbaidschanischer Fußballspieler
- 17. Mai: Mikuláš Karlík, tschechischer Biathlet
- 17. Mai: Amina Sherif, deutsch-ägyptische Schachspielerin
- 18. Mai: Ayaka Igarashi, japanische Skispringerin
- 19. Mai: Kaja Norbye, norwegische Skirennläuferin
- 19. Mai: Andrea Pinamonti, italienischer Fußballspieler
- 21. Mai: Andreas Leknessund, norwegischer Radrennfahrer
- 22. Mai: Samuel Chukwueze, nigerianischer Fußballspieler
- 22. Mai: Kilian Senkbeil, deutscher Fußballspieler
- 23. Mai: Natnael Tesfatsion, eritreischer Radrennfahrer
- 25. Mai: Giovanni Aleotti, italienischer Radrennfahrer
- 25. Mai: Tshepiso Masalela, botswanischer Leichtathlet
- 27. Mai: Nick Haspinger, deutscher Handballspieler
- 27. Mai: Yari Otto, deutscher Fußballspieler
- 28. Mai: Lisa Klostermann, deutsche Fußballtorhüterin
- 29. Mai: David Kopacz, polnisch-deutscher Fußballspieler
- 29. Mai: Habiba Mohamed, ägyptische Squashspielerin
- 30. Mai: Zhou Guanyu, chinesischer Automobilrennfahrer
- 31. Mai: Lena Degenhardt, deutsche Handballspielerin
- 31. Mai: Chrystyna Dmytrenko, ukrainische Biathletin

### Juni
- 01. Juni: Manita Shrestha Pradhan, nepalesische Judoka
- 01. Juni: Alexis Renard, französischer Radrennfahrer
- 02. Juni: Jakob Schöpe, deutscher Basketballspieler
- 03. Juni: Thomas Green, australischer Kanute
- 04. Juni: Mika Hanraths, deutscher Fußballspieler
- 04. Juni: Domen Prevc, slowenischer Skispringer
- 05. Juni: Zoe Ludwig, deutsche Handballspielerin
- 10. Juni: Karalo Maibuca, tuvaluischer Leichtathlet
- 11. Juni: Ashley Anumba, nigerianische Leichtathletin
- 13. Juni: Fathimath Nabaaha Abdul Razzaq, maledivische Badmintonspielerin
- 13. Juni: Lidwine Umuhoza Uwase, ruandische Schwimmerin
- 13. Juni: Esteban Valencia, chilenischer Fußballspieler
- 13. Juni: Maddison-Lee Wesche, neuseeländische Leichtathletin
- 14. Juni: Luca Sirch, deutscher Fußballspieler
- 15. Juni: Awa Bamogo, burkinische Radrennfahrerin
- 16. Juni: Julian Ulbricht, deutscher Fußballspieler
- 17. Juni: Eldar Salihović, montenegrinischer Skirennläufer
- 17. Juni: Dolshi Tesfu, eritreische Leichtathletin
- 20. Juni: Nassim Boujellab, marokkanisch-deutscher Fußballspieler
- 20. Juni: Bayapo Ndori, botswanischer Leichtathlet
- 20. Juni: Matthew Temple, australischer Schwimmer
- 22. Juni: Andi Zeqiri, Schweizer Fußballspieler
- 23. Juni: Linton Maina, deutscher Fußballspieler
- 25. Juni: Alan Boileau, französischer Radrennfahrer
- 26. Juni: Layla al-Masri, US-amerikanisch-palästinensische Leichtathletin
- 27. Juni: Alexis Saelemaekers, belgischer Fußballspieler
- 29. Juni: Ulrich Bapoh, deutsch-kamerunischer Fußballspieler
- 29. Juni: Giorgi Kotschoraschwili, georgischer Fußballspieler
- 30. Juni: Dustin Willms, deutscher Fußballspieler

### Juli
- 01. Juli: Matteo Jorgenson, US-amerikanischer Radrennfahrer
- 01. Juli: Romario Rösch, deutscher Fußballspieler
- 02. Juli: Mattia Casadei, italienischer Motorradrennfahrer
- 02. Juli: Giulia Gwinn, deutsche Fußballspielerin
- 02. Juli: Yūken Iwasa, japanischer Skispringer
- 02. Juli: Robert Thomas, kanadischer Eishockeyspieler
- 02. Juli: Nicolò Zaniolo, italienischer Fußballspieler
- 03. Juli: Dominik Alder, Schweizer Unihockeyspieler
- 03. Juli: Wojciech Stachowiak, deutsch-polnischer Eishockeyspieler
- 04. Juli: Filip Fjeld Andersen, norwegischer Biathlet
- 04. Juli: Lewis Clareburt, neuseeländischer Schwimmer
- 04. Juli: Riccardo Pera, italienischer Automobilrennfahrer
- 04. Juli: Tuta, brasilianischer Fußballspieler
- 05. Juli: Julien Andlauer, französischer Automobilrennfahrer
- 05. Juli: Philip Hanson, britischer Automobilrennfahrer
- 05. Juli: Karol Niemczycki, polnischer Fußballtorhüter
- 05. Juli: Nathan Tella, englischer Fußballspieler
- 06. Juli: Tomasz Kucz, polnischer Fußballspieler
- 07. Juli: Emmanuelle Girard, französische Tennisspielerin
- 07. Juli: Claudio Kammerknecht, deutsch-sri-lankischer Fußballspieler
- 08. Juli: Viktor Brandt, schwedischer Biathlet
- 08. Juli: Enrico Brignola, italienischer Fußballspieler
- 08. Juli: Adrien Lebeau, französischer Fußballspieler
- 08. Juli: Maeve Plouffe, australische Radsportlerin
- 08. Juli: Jan-Luca Rumpf, deutscher Fußballspieler
- 08. Juli: Julian Schwermann, deutscher Fußballspieler
- 09. Juli: Francisco Mörth, österreichischer Skispringer
- 10. Juli: Peruth Chemutai, ugandische Leichtathletin
- 10. Juli: Keshia Kwadwo, deutsche Leichtathletin
- 11. Juli: Patrick Nkoa, kamerunischer Fußballspieler
- 12. Juli: Amar Hodžić, österreichischer Fußballspieler
- 12. Juli: Nella Korpio, finnische Skirennläuferin
- 12. Juli: Vid Vrhovnik, slowenischer Nordischer Kombinierer
- 14. Juli: Kōya Hayashida, japanischer Fußballspieler
- 14. Juli: Tilda Johansson, schwedische Biathletin
- 15. Juli: Marcel Hoffmeier, deutscher Fußballspieler
- 15. Juli: Tommaso Pobega, italienischer Fußballspieler
- 19. Juli: Marijn van den Berg, niederländischer Radrennfahrer
- 20. Juli: Simon Kaiser, deutscher Biathlet
- 21. Juli: Diego Costa, brasilianischer Fußballspieler
- 22. Juli: Rudolf Ndualu, deutscher Fußballspieler
- 22. Juli: Letizia Paternoster, italienische Radsportlerin
- 23. Juli: Felina Czycykowski, deutsche Eiskunstläuferin und Schauspielerin
- 23. Juli: Vitinho, brasilianischer Fußballspieler
- 26. Juli: Benedetta Glionna, italienische Fußballspielerin
- 27. Juli: Lena Kindermann, deutsche Volleyballspielerin
- 27. Juli: Yannik Möker, deutscher Fußballspieler
- 27. Juli: Derry Murkin, englischer Fußballspieler
- 28. Juli: Sacha Fenestraz, französisch-argentinischer Automobilrennfahrer
- 28. Juli: Fabian Nürnberger, bulgarisch-deutscher Fußballspieler
- 29. Juli: Max Fewtrell, britischer Automobilrennfahrer
- 29. Juli: Jannis Heuer, deutscher Fußballspieler
- 29. Juli: Maxime Robin, französischer Automobilrennfahrer
- 29. Juli: Raphael Schifferl, österreichischer Fußballspieler
- 29. Juli: Zinho Vanheusden, belgischer Fußballspieler
- 30. Juli: Thomas Pidcock, britischer Radrennfahrer

### August
- 01. August: Christoph Baumgartner, österreichischer Fußballspieler
- 01. August: Francine Niyomukunzi, burundische Leichtathletin
- 02. August: Antonio Jonjić, deutsch-kroatischer Fußballspieler
- 05. August: Timo Kielich, belgischer Radrennfahrer
- 05. August: Darragh O’Connor, irischer Fußballspieler
- 05. August: Olusegun Oluwatimi, US-amerikanischer American-Football-Spieler
- 05. August: Alexei Popyrin, australischer Tennisspieler
- 10. August: Niko Bretschneider, deutscher Fußballspieler
- 10. August: Kim Ji-ho, südkoreanische Tischtennisspielerin
- 10. August: Max Neuhaus, deutscher Handballspieler
- 11. August: Khyree Jackson, US-amerikanischer American-Football-Spieler († 2024)
- 11. August: Celeste Mucci, australische Leichtathletin
- 11. August: Kanji Okunuki, japanischer Fußballspieler
- 12. August: Matthijs de Ligt, niederländischer Fußballspieler
- 13. August: Eleora Hamming, kanadische Skispringerin
- 13. August: Ezi Magbegor, australische Basketballspielerin
- 16. August: Michaël Cuisance, französischer Fußballspieler
- 17. August: Ismail Jakobs, deutscher Fußballspieler
- 17. August: Nicklas Strunck Jakobsen, dänischer Fußballspieler
- 18. August: Eve Bouvard, französisch-belgische Biathletin
- 18. August: Charlie Fagg, britischer Automobilrennfahrer
- 18. August: Chad Muma, US-amerikanischer American-Football-Spieler
- 18. August: Sofja Skomoroch, russische Rhythmische Sportgymnastin
- 19. August: Amir Ansari, afghanischer Radrennfahrer
- 20. August: Elvedina Muzaferija, bosnische Skirennläuferin
- 20. August: Gloriana Villalobos, costa-ricanische Fußballspielerin
- 21. August: Kai Lightner, US-amerikanischer Sportkletterer
- 22. August: Kebba Badjie, deutsch-gambischer Fußballspieler
- 22. August: Calvin Brackelmann, deutscher Fußballspieler
- 23. August: Tobias Halland Johannessen, norwegischer Radrennfahrer
- 23. August: Saya Sakakibara, australische Radrennfahrerin
- 24. August: Christian Kinsombi, deutsch-kongolesischer Fußballspieler
- 25. August: Leon Vockensperger, deutscher Snowboarder
- 27. August: Christian Conteh, deutsch-ghanaischer Fußballspieler
- 27. August: Anastassija Gorejewa, russische Biathletin
- 27. August: Mile Svilar, belgisch-serbischer Fußballtorhüter
- 29. August: Giorgi Tschakwetadse, georgischer Fußballspieler
- 30. August: Juri Hollmann, deutscher Radrennfahrer

### September
- 01. September: Luca Kilian, deutscher Fußballspieler
- 03. September: Anna Berreiter, deutsche Rennrodlerin
- 03. September: Annika Graser, deutsche Fußballspielerin
- 03. September: Filip Maciejuk, polnischer Radrennfahrer
- 06. September: Faiqa Riaz, pakistanische Leichtathletin
- 07. September: Chris Corning, US-amerikanischer Snowboarder
- 09. September: Chigoziem Okonkwo, US-amerikanischer American-Football-Spieler
- 09. September: Jauhen Salaty, belarussischer Ruderer
- 09. September: Nicole Shields, neuseeländische Bahnradsportlerin
- 12. September: Yvonne Robson, südafrikanische Leichtathletin
- 12. September: Max Zimmermann, österreichischer Eishockeytorwart
- 13. September: Nico Franke, deutscher Crossmintonspieler
- 13. September: Fraser Hornby, schottischer Fußballspieler
- 13. September: Pedro Porro, spanischer Fußballspieler
- 14. September: Izac Carracher, australischer Volleyball- und Beachvolleyballspieler
- 14. September: Anna Juppe, österreichische Biathletin
- 14. September: Tom Schaar, US-amerikanischer Skateboardfahrer
- 16. September: Robert Shwartzman, russischer Automobilrennfahrer
- 18. September: Henrieta Horvátová, slowakische Biathletin
- 18. September: Tatjana Meklau, österreichische Freestyle-Skierin und Leichtathletin
- 19. September: Robert Heldna, estnischer Biathlet
- 19. September: Dominik Terzer, österreichischer Nordischer Kombinierer
- 20. September: Giuliano Alesi, französischer Automobilrennfahrer
- 21. September: Claudia Bunge, neuseeländische Fußballspielerin
- 21. September: Alexander Isak, schwedischer Fußballspieler
- 22. September: Davide Frattesi, italienischer Fußballspieler
- 22. September: Alex Vinatzer, italienischer Skirennläufer
- 23. September: Rui Andrade, angolanischer Automobilrennfahrer
- 23. September: Mille Gejl, dänische Fußballspielerin
- 25. September: James Cook, US-amerikanischer American-Football-Spieler
- 26. September: Santiago Buitrago, kolumbianischer Radrennfahrer
- 27. September: Liam Millar, kanadischer Fußballspieler
- 30. September: Arón Canet, spanischer Motorradrennfahrer

### Oktober
- 03. Oktober: Afeez Aremu, nigerianischer Fußballspieler
- 05. Oktober: Mika Pérez, spanischer Motorradrennfahrer
- 06. Oktober: Kunnar Erich Viisel, estnischer Leichtathlet
- 08. Oktober: Robin Meißner, deutscher Fußballspieler
- 10. Oktober: Rodrigue Kwizera, burundischer Leichtathlet
- 12. Oktober: Rhonex Kipruto, kenianischer Langstreckenläufer
- 12. Oktober: Franziska Mai, deutsche Fußballspielerin
- 13. Oktober: Claire Constant, haitianische Fußballspielerin
- 16. Oktober: Nicolò Bulega, italienischer Motorradrennfahrer
- 16. Oktober: Gerard Riu, spanischer Motorradrennfahrer
- 16. Oktober: Paulina Uścinowicz, polnische Handballspielerin
- 18. Oktober: Lirim Zendeli, Automobilrennfahrer
- 21. Oktober: Matteo Gabbia, italienischer Fußballspieler
- 23. Oktober: Samuel Tefera, äthiopischer Leichtathlet
- 28. Oktober: Kamren Larsen, US-amerikanischer Radrennfahrer
- 29. Oktober: Julian Guttau, deutscher Fußballspieler

### November
- 05. November: Loena Hendrickx, belgische Eiskunstläuferin
- 05. November: Giulia Mignemi, italienische Ruderin
- 06. November: Walid Ould-Chikh, niederländisch-marokkanischer Fußballspieler
- 07. November: Oier Lazkano, spanischer Radrennfahrer
- 09. November: Kyle Blignaut, südafrikanischer Leichtathlet
- 09. November: Meerim Dschumanasarowa, kirgisische Ringerin
- 09. November: Seiya Inoue, japanischer Fußballspieler
- 09. November: Laura Unuk, slowenische Schachspielerin
- 10. November: Nahuel Carabaña, andorranischer Langstrecken- und Hindernisläufer
- 10. November: Jason Çeka, deutsch-albanischer Fußballspieler
- 10. November: Victor Kiplangat, ugandischer Leichtathlet
- 11. November: Jonathan Meier, deutscher Fußballspieler
- 11. November: Henok Mulubrhan, eritreischer Radrennfahrer
- 13. November: Fatih Kaya, deutsch-türkischer Fußballspieler
- 13. November: Lando Norris, britischer Automobilrennfahrer
- 17. November: Azroy Anuar, malaysischer Motorradrennfahrer
- 17. November: Tobias Bayer, österreichischer Radrennfahrer
- 17. November: Niklas Kölle, deutscher Fußballspieler
- 19. November: Achraf Ed Doghmy, marokkanischer Radrennfahrer
- 19. November: Jewgenija Medwedewa, russische Eiskunstläuferin
- 21. November: Chu Yuanmeng, chinesische Biathletin
- 21. November: Nina Lührßen, deutsche Fußballspielerin
- 22. November: Dwight McNeil, englischer Fußballspieler
- 24. November: Jean Hugonet, französischer Fußballspieler
- 25. November: Benard Kibet, kenianischer Leichtathlet
- 25. November: Moussa Sylla, malisch-französischer Fußballspieler
- 25. November: Maxim Van Gils, belgischer Radrennfahrer
- 26. November: Bawuudordschiin Baasanchüü, mongolische Judoka
- 27. November: Joshua Azzopardi, australischer Leichtathlet
- 27. November: Constantin Schmid, deutscher Skispringer

### Dezember
- 02. Dezember: Can Özkan, deutscher Fußballspieler
- 03. Dezember: Kai Klefisch, deutscher Fußballspieler
- 04. Dezember: Thymen Arensman, niederländischer Radrennfahrer
- 04. Dezember: Mauro Schmid, Schweizer Radrennfahrer
- 04. Dezember: Mònica Dòria Vilarrubla, andorranische Kanutin
- 05. Dezember: Samiyah Hassan Nour, dschibutische Leichtathletin
- 06. Dezember: Lennart Moser, deutscher Fußballtorhüter
- 08. Dezember: Rasheedat Ajibade, nigerianische Fußballspielerin
- 08. Dezember: Luisa Hrda, deutsche Tennisspielerin
- 09. Dezember: Rija Vatomanga Gardiner, madagassischer Leichtathlet
- 09. Dezember: Lukas Schleimer, deutscher Fußballspieler
- 11. Dezember: Ryan Schofield, englischer Fußballspieler
- 14. Dezember: Zhu Zhenyu, chinesischer Biathlet
- 16. Dezember: Sarah Wachter, deutsche Handballspielerin
- 17. Dezember: Laura Meriano, italienische Ruderin
- 17. Dezember: Weronika Zawistowska, polnische Fußballspielerin
- 19. Dezember: Amine Naïfi, französisch-marokkanischer Fußballspieler
- 20. Dezember: Nicolas Kristof, österreichisch-deutscher Fußballtorhüter
- 21. Dezember: Rose Davies, australische Leichtathletin
- 22. Dezember: Nuraly Älip, kasachischer Fußballspieler
- 22. Dezember: Semih Şahin, türkisch-deutscher Fußballspieler
- 23. Dezember: Colorado Anderson, ecuadorianischer Leichtathlet
- 23. Dezember: Semir Telalović, deutsch-bosnischer Fußballspieler
- 26. Dezember: Grégoire Saucy, Schweizer Automobilrennfahrer
- 27. Dezember: Elias Saad, tunesisch-deutscher Fußballspieler
- 28. Dezember: Scott Huffaker, US-amerikanischer Automobilrennfahrer
- 28. Dezember: Oussama Khennoussi, algerischer Diskuswerfer
- 28. Dezember: Shadrack Kimutai Koech, kenianisch-kasachischer Leichtathlet
- 31. Dezember: Ellesse Andrews, neuseeländische Radsportlerin
- 31. Dezember: Winfred Mutile Yavi, kenianisch-bahrainische Leichtathletin

## Gestorben

### Januar
- 01. Januar: Henry Tiller, norwegischer Boxer (* 1914)
- 03. Januar: Violet Olney, britische Leichtathletin (* 1911)
- 03. Januar: Chuck Parsons, US-amerikanischer Automobilrennfahrer (* 1924)
- 07. Januar: Fritz Ruland, deutscher Radrennfahrer und Radsportfunktionär (* 1914)
- 10. Januar: Hertha Frey-Dexler, Schweizer Eiskunstläuferin (* 1917)
- 19. Januar: Mario Gentili, italienischer Radrennfahrer (* 1913)
- 21. Januar: Marvin Rick, US-amerikanischer Leichtathlet (* 1901)
- 25. Januar: Rudi Glöckner, deutscher Fußballschiedsrichter (* 1929)
- 26. Januar: Uruma Tomeju, japanischer Eisschnellläufer (* 1902)
- 28. Januar: Roger Le Nizerhy, französischer Radrennfahrer (* 1916)
- 29. Januar: Willy Bandholz, deutscher Feldhandballspieler (* 1912)

### Februar
- 03. Februar: Mikko Hietanen, finnischer Leichtathlet (* 1911)
- 04. Februar: Vittorio Marzotto, italienischer Automobilrennfahrer (* 1922)
- 06. Februar: Erwin Blask, deutscher Leichtathlet (* 1910)
- 06. Februar: Umberto Maglioli, italienischer Automobilrennfahrer (* 1928)
- 06. Februar: Rudolf Schejbal, tschechoslowakischer Radrennfahrer (* 1940)
- 09. Februar: Len Levy, US-amerikanischer American-Football-Spieler (* 1921)
- 09. Februar: Wilhelm Mahlow, deutscher Ruderer (* 1914)
- 11. Februar: Werner Korff, deutscher Eishockeyspieler (* 1911)
- 14. Februar: Majken Åberg, schwedische Diskuswerferin (* 1918)
- 14. Februar: Nikolai Chlystow, sowjetisch-russischer Eishockeyspieler und Olympiasieger von 1956 (* 1932)
- 15. Februar: Ferenc Vozar, deutscher Eishockeyspieler (* 1945)
- 16. Februar: Fritzi Burger, österreichische Eiskunstläuferin (* 1910)
- 19. Februar: Georg „Schorsch“ Meier, deutscher Motorrad- und Automobilrennfahrer (* 1910)
- 20. Februar: Joe Kaylor, US-amerikanischer Boxer und Handballspieler (* 1916)
- 24. Februar: Hubert Loisel, österreichischer Fechter (* 1912)
- 25. Februar: Louis Bourban, Schweizer Skilangläufer (* 1917)
- 26. Februar: Annibale Frossi, italienischer Fußballspieler und -trainer (* 1911)
- 000Februar: Ivan Valant, jugoslawischer Radrennfahrer (* 1909)

### März
- 02. März: Janusz Kalbarczyk, polnischer Eisschnellläufer (* 1910)
- 05. März: Walter Motz, deutscher Skilangläufer (* 1909)
- 08. März: Conrad Dürr, deutscher Motorradrennfahrer (* 1907)
- 08. März: Joe DiMaggio, US-amerikanischer Baseball-Spieler (* 1914)
- 12. März: Richard Parsons, US-amerikanischer Skilangläufer (* 1910)
- 13. März: Jean-Claude Justice, französischer Automobilrennfahrer (* 1949)
- 14. März: Abraham Kurland, dänischer Ringer (* 1912)
- 20. März: Alfred Gansiniec, polnischer Eishockeyspieler und -trainer (* 1919)
- 20. März: Sivert Mattsson, schwedischer Skilangläufer (* 1907)
- 23. März: Willi Stadel, deutscher Gerätturner (* 1912)
- 28. März: Edmund Schallenberg, US-amerikanischer Handballspieler (* 1913)
- 29. März: Gyula Zsengellér, ungarischer Fußballspieler (* 1915)

### April
- 02. April: Karl Bohmann, österreichischer Motorradrennfahrer (* 1909)
- 02. April: Josip Pokupec, jugoslawischer Radrennfahrer (* 1913)
- 06. April: Inge Machts, deutsche Leichtathletin (* 1909)
- 07. April: Herbert Schibukat, deutscher Eishockeyspieler und -trainer sowie Fußballspieler (* 1914)
- 10. April: Charles Green, britischer Bobfahrer (* 1914)
- 13. April: Masaji Kiyokawa, japanischer Schwimmer und Sportfunktionär (* 1913)
- 13. April: Helmut Radach, deutscher Ruderer (* 1915)
- 19. April: Juan Lavenás, argentinischer Leichtathlet (* 1914)
- 21. April: Georges Miez, Schweizer Turner (* 1904)
- 21. April: Siegfried Spielmann, deutscher Billardspieler und Träger des Silbernen Lorbeerblattes (* 1921)
- 22. April: Constantino Miranda, spanischer Leichtathlet (* 1925)
- 26. April: Walter Reichert, deutscher Motorradrennfahrer (* 1933)
- 28. April: Alf Ramsey, englischer Fußballspieler und -trainer (* 1920)
- 29. April: Bernhard Cuiper, deutscher Basketballspieler (* 1913)

### Mai
- 01. Mai: Brian Shawe-Taylor, britischer Automobilrennfahrer (* 1915)
- 02. Mai: Ruth Langer, österreichisch-britische Schwimmerin (* 1921)
- 06. Mai: Josef Böck, deutscher Ringer, Kampfrichter und Sportfunktionär (* 1913)
- 08. Mai: Theodor Puff, deutscher Fußballspieler (* 1927)
- 10. Mai: Albert Mauer, polnischer Eishockeyspieler (* 1907)
- 11. Mai: Werner Fuchs, deutscher Fußballspieler und -trainer (* 1948)
- 17. Mai: Edward Rimkus, US-amerikanischer Bobfahrer (* 1913)
- 18. Mai: Betty Robinson, US-amerikanische Sprinterin und Olympiasiegerin (* 1911)
- 23. Mai: Owen Hart, kanadischer Wrestler (* 1965)
- 27. Mai: Violet Webb, britische Leichtathletin und Olympiasiegerin (* 1915)

### Juni
- 03. Juni: Helge Christian Bronée, dänischer Fußballspieler (* 1922)
- 09. Juni: Al Bates, US-amerikanischer Leichtathlet (* 1905)
- 09. Juni: Frank Gambalie, US-amerikanischer Basejumper (* 1970)
- 12. Juni: Sergei Chlebnikow, sowjetischer Eisschnellläufer (* 1955)
- 16. Juni: Lothar Ulsaß, deutscher Fußballspieler (* 1940)
- 16. Juni: Marshall Wayne, US-amerikanischer Wasserspringer und Olympiasieger (* 1912)
- 22. Juni: Guy Tunmer, südafrikanischer Automobilrennfahrer (* 1948)
- 25. Juni: Rawilja Agletdinowa, sowjetische Mittelstreckenläuferin (* 1960)
- 27. Juni: Marion Motley, US-amerikanischer American-Football-Spieler (* 1920)

### Juli
- 01. Juli: Ernst Nievergelt, Schweizer Radrennfahrer (* 1912)
- 08. Juli: Frank Lubin, US-amerikanisch-litauischer Basketballspieler (* 19010)
- 08. Juli: Elemér Terták, ungarischer Eiskunstläufer, Eiskunstlaufpreisrichter und Sportfunktionär (* 1918)
- 09. Juli: Karl Adam, deutscher Fußballspieler (* 1924)
- 09. Juli: Ino Dallagio, italienischer Skispringer und Nordischer Kombinierer (* 1999)
- 11. Juli: Rie Briejer, niederländische Leichtathletin (* 1910)
- 11. Juli: James Davies, kanadischer Radrennfahrer (* 1906)
- 15. Juli: Erich Deisler, deutscher Tischtennisspieler (* 1915)
- 15. Juli: Horacio Podestá, argentinischer Ruderer (* 1911)
- 20. Juli: Emil Andres, US-amerikanischer Automobilrennfahrer (* 1911)
- 20. Juli: Abderrahmane Boubekeur, algerisch-französischer Fußballspieler und -trainer (* 1932)
- 23. Juli: Horst-Gregorio Canellas, Präsident von Kickers Offenbach (* 1921)
- 25. Juli: Pentti Lammio, finnischer Eisschnellläufer (* 1919)
- 26. Juli: Béla Bay, ungarischer Fechter und Fechttrainer (* 1907)
- 27. Juli: Louis Déprez, französischer Radrennfahrer (* 1921)
- 27. Juli: Yunus Nüzhet Unat, türkischer Radrennfahrer (* 1913)
- 28. Juli: Doris Carter, australische Leichtathletin (* 1912)
- 28. Juli: Francisco Risiglione, argentinischer Boxer (* 1917)

### August
- 04. August: Liselott Linsenhoff, deutsche Dressurreiterin (* 1927)
- 06. August: Ilse Pausin, österreichische Eiskunstläuferin (* 1919)
- 10. August: Fritz Westheider, deutscher Handballspieler, Handballtrainer und Leichtathlet (* 1909)
- 12. August: Giuseppe Beviacqua, italienischer Leichtathlet (* 1914)
- 13. August: Sulo Nurmela, finnischer Skilangläufer (* 1908)
- 14. August: Pee Wee Reese, US-amerikanischer Baseballspieler (* 1918)
- 16. August: Jürgen Weidlandt, deutscher Fußballspieler (* 1940)
- 17. August: Reiner Klimke, deutscher Dressurreiter und Politiker (CDU) (* 1936)
- 18. August: Alfred Bickel, Schweizer Fußballspieler und -trainer (* 1918)
- 18. August: Alan Connell, US-amerikanischer Automobilrennfahrer und Rancher (* 1923)
- 20. August: Joseph Hasenfus, US-amerikanischer Kanute (* 1913)
- 24. August: Roberto Bussinello, italienischer Automobilrennfahrer (* 1927)
- 29. August: Giuseppe Pattoni, italienischer Motorradrennfahrer, Mechaniker und Unternehmer (* 1926)
- 30. August: Reindert Brasser, niederländischer Leichtathlet (* 1912)
- 30. August: George Golding, australischer Leichtathlet (* 1906)

### September
- 03. September: Frans Cools, belgischer Radrennfahrer (* 1918)
- 03. September: George Hunt, US-amerikanischer Ruderer (* 1916)
- 04. September: Georg Gawliczek, deutscher Fußballspieler und -trainer (* 1919)
- 07. September: Thierry Claveyrolat, französischer Radrennfahrer (* 1959)
- 07. September: Bjarne Iversen, norwegischer Skilangläufer (* 1912)
- 13. September: Gorō Adachi, japanischer Skispringer (* 1913)
- 18. September: Leo Amberg, Schweizer Radrennfahrer (* 1912)
- 20. September: Erland Almkvist, schwedischer Segler (* 1912)
- 27. September: Selma Grieme, deutsche Leichtathletin (* 1910)

### Oktober
- 12. Oktober: Wilt Chamberlain, US-amerikanischer Basketballspieler (* 1936)
- 12. Oktober: Olof Danielsson, schwedischer Leichtathlet (* 1912)
- 18. Oktober: John Cannon, kanadischer Automobilrennfahrer (* 1933)
- 21. Oktober: Ludwig Beisiegel, deutscher Hockeyspieler (* 1912)
- 21. Oktober: John Bromwich, australischer Tennisspieler (* 1918)
- 21. Oktober: Heinz Renneberg, deutscher Ruderer (* 1927)
- 22. Oktober: Gordon Smith, US-amerikanischer Eishockeyspieler (* 1908)
- 23. Oktober: Trude Meyer, deutsche Kunstturnerin (* 1914)
- 25. Oktober: Jean Mésange, französischer Automobilrennfahrer (* 1928)
- 25. Oktober: Payne Stewart, US-amerikanischer Profigolfer (* 1957)
- 27. Oktober: Johnny Byrne, englischer Fußballspieler (* 1939)
- 31. Oktober: Maurice Lafforgue, französischer Skirennläufer (* 1915)
- 31. Oktober: Mathias Logelin, luxemburgischer Kunstturner (* 1907)
- 31. Oktober: Didier Méda, französischer Freestyle-Skier (* 1963)
- 31. Oktober: Greg Moore, kanadischer Automobilrennfahrer (* 1975)

### November
- 02. November: Richard Voliva, US-amerikanischer Ringer und Ringertrainer (* 1912)
- 04. November: Maybelle Reichardt, US-amerikanische Leichtathletin (* 1907)
- 07. November: Primo Nebiolo, italienischer Sportfunktionär (* 1923)
- 08. November: Leon Štukelj, slowenischer Turner, Olympiasieger (* 1898)
- 09. November: Claude Ballot-Léna, französischer Automobilrennfahrer (* 1936)
- 12. November: Engelbert Haider, österreichisch-deutscher Skirennläufer (* 1922)
- 18. November: Jewgeni Wladimirowitsch Beloscheikin, russischer Eishockeytorwart (* 1966)
- 21. November: Serge Lang, französischer Sportjournalist (* 1920)
- 24. November: Gregor Höll, österreichischer Skisportler (* 1911)
- 24. November: Christian Pedersen, dänischer Radrennfahrer (* 1920)
- 25. November: Gordon Wren, US-amerikanischer Skisportler (* 1919)
- 27. November: Arturo Fernández, peruanischer Fußballspieler (* 1906)

### Dezember
- 02. Dezember: Hilde le Viseur, deutsche Leichtathletin (* 1910)
- 15. Dezember: Georges Aeby, Schweizer Fußballspieler (* 1913)
- 15. Dezember: Gerhard Audorf, deutscher Leichtathlet und Bauingenieur (* 1927)
- 19. Dezember: Hans Wiltschek, österreichischer Boxer (* 1911)
- 20. Dezember: Carin Nilsson, schwedische Schwimmerin (* 1904)
- 23. Dezember: Wallace Diestelmeyer, kanadischer Eiskunstläufer (* 1926)
- 28. Dezember: Helen Boughton-Leigh, britisch-US-amerikanische Skirennläuferin (* 1906)

### Datum unbekannt
- Juan Jorge Giha, peruanischer Sportschütze (* 1922)
- Günther Lorenz, deutscher Eiskunstläufer und Eiskunstlauftrainer (* 1915)
- Rudolf Troppert, österreichischer Gewichtheber (* 1909)